# Oberriet
Oberriet, im einheimischen Dialekt ts Oberried oder im Oberried, ist eine politische Gemeinde und eine Ortschaft in der Region und im Wahlkreis Rheintal im Kanton St. Gallen in der Ostschweiz.

## Geographie

Historisches Luftbild aus 200 m von Walter Mittelholzer von 1922

Begrenzt durch den Alpenrhein im Osten und den Ausläufer des Alpsteingebirges im Westen, liegt die Gemeinde Oberriet im Herzen des St. Galler Rheintals an der Grenze zu Österreich (Vorarlberg). Sie ist mit ihren 34,5 Quadratkilometern eine der grösseren Gemeinden des Kantons St. Gallen. Zur politischen Gemeinde gehören neben der Kernsiedlung auch die Dörfer Montlingen, Kriessern, Eichenwies und Kobelwald sowie die Weiler Moos, Rehag, Stieg, Freienbach, Stein, Kobelwies, Watt und Hard. Der höchste Punkt Oberriets ist beim Gebiet Zapfen mit 1302 m ü. M.. Der tiefste Punkt ist mit 407 m ü. M. bei den 3-Brücken (alemannisch Dreibruggen) über den Rheintaler Binnenkanal  an der Verbindungsstrasse zwischen Balgach und Diepoldsau.
Oberriet besitzt auch ein besonderes Stück Land: Die Alp Sämtis im Kanton Appenzell Innerrhoden, in der Nähe von Brülisau. Sie ist im Besitz der Ortsgemeinde Allgemeiner Hof Oberriet, liegt aber nicht auf dem Gemeindegebiet. Diese Alp wird als Schönste im Alpstein bezeichnet, und es gab etliche Streitereien – siehe den Sutterhandel – da die Appenzeller diese Alp zurückbekommen wollten. Die Alp gehört seit dem Mittelalter zur Gemeinde Oberriet bzw. zum Reichshof Kriessern.
Zwischen den Dörfern befinden sich verschiedene Naturschutzgebiete mit einem grossen Reichtum an Pflanzen- und Tierarten.
Das Gemeindegebiet beträgt 3456 ha, wovon 292,2 Hektare Bauzone ist. 234,7 Hektare davon wurde weitgehend überbaut.

## Bevölkerung
Mit dem Stand vom 31. Dezember 2022 hatte die Gemeinde Oberriet total 9'140 Einwohner. Nach Geschlechtern getrennt sind es 4690 männliche und 4450 weibliche Einwohner. 5697 Einwohner sind katholisch, 940 reformiert, und 2503 gehören einer anderen oder keiner Konfession an.
In der Gemeinde Oberriet wohnten 4561 Ortsbürger, 1518 Kantonsbürger sowie 1276 Bürger der übrigen Schweiz. Oberriet beherbergte 1562 ausländische Staatsangehörige.
Am 31. Dezember 2019 zählte das Dorf Oberriet 2946 Einwohner. Das entspricht 33 % der Bevölkerung der politischen Gemeinde Oberriet.
| Jahr      | 1798 | 1850 | 1900 | 1950 | 2000 | 2010  | 2019  |
| Einwohner | 2598 | 3909 | 4277 | 5582 | 7454 | 8314  | 8979  |
| Quelle    |      |      |      |      |      | [ 9 ] | [ 9 ] |

## Politik

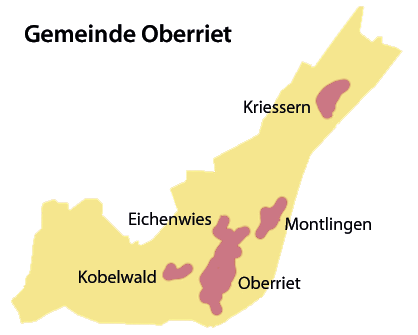
Gemeinde Oberriet mit ihren Dörfern

Die Gemeinde Oberriet besteht aus den fünf Dörfern Oberriet, Montlingen, Kriessern, Eichenwies und Kobelwald (siehe auch oben). Jedes Dorf ist in einer Ortsgemeinde organisiert. Somit hat die Gemeinde Oberriet fünf Ortsgemeinden, hat de facto jedoch sechs. Als Überbleibsel des Reichshofs Kriessern blieb die Ortsgemeinde «Allgemeiner Hof Oberriet». Alle Bürger einer Ortsgemeinde der politischen Gemeinde Oberriet sind automatisch auch Hofbürger. Dies ist also wie eine Dachorganisation aller Ortsgemeinden.
Der Allgemeine Hof ist vor allem für die Forstwirtschaft der Ortsgemeinden zuständig und besitzt dafür auch einen eigenen Werkhof. Da Diepoldsau auch Wald hat, den der «Allgemeine Hof» pflegt, ist auch die Ortsgemeinde Diepoldsau Mitglied des Hofes. Der Hof hat somit sechs Ortsgemeinden bei sich, die politische Gemeinde Oberriet aber nur fünf.

## Wirtschaft und Verkehr

### Wirtschaft
Oberriet ist geprägt durch eine grosse Fläche für Land- und Forstwirtschaft. Dank der Rheinregulierung zu Beginn des 20. Jahrhunderts und der gleichzeitig erfolgten Melioration konnte die landwirtschaftliche Fläche in der Ebene besser genutzt werden. Es entstanden die sogenannten Siedlungen im Riet.
Neben diversen kleinen und mittleren Gewerbebetrieben gibt es drei grössere Industriestandorte auf dem Gebiet der politischen Gemeinde: nördlich von Montlingen (Letzau), nördlich von Eichenwies und östlich vom Dorf Oberriet. Diese drei Areale werden jeweils von einer grösseren Firma dominiert. In Oberriet Ost ist es der Stahl- und Kunststoffrohrproduzent Jansen AG, der mit ca. 700 Arbeitsplätzen auch klar der grösste Arbeitgeber der Gemeinde Oberriet ist. In der Eichenwieser Industrie sticht vor allem die Firma Rino Weder AG heraus, die Fenster, Türen und Fassaden herstellt, zum Teil aus Produkten der vorher genannten Jansen AG. Das Industriegebiet Letzau in Montlingen wird von Gebäuden der CHT Switzerland AG überragt, die Zulieferer für Textilproduzenten ist, sie stellt unter anderem Textilfarben her.

### Verkehr

#### Strassen
Die zwischen Buchs SG und Altstätten liegende Gemeinde ist in Oberriet und in Kriessern an die Autobahn A13 angeschlossen. Zudem hat es in der Gemeinde drei Grenzübergänge nach Österreich, nämlich je einen in Oberriet, Montlingen und Kriessern. Zudem hat es von Oberriet aus einen direkten Zubringer nach Appenzell bzw. Eggerstanden, die "Waldstrasse" über Tonisweid, die jedoch hauptsächlich von Einheimischen befahren wird, da sie nicht so bekannt ist und auf Appenzeller Boden nur eine relativ schmale Kiesstrasse ist.

#### Öffentlicher Verkehr
Oberriet hat zwar einen Bahnhof, doch mangels Regios hielt seit der Jahrtausendwende bis Ende 2013 fast kein Zug mehr im Bahnhof. Dafür ist es durch eine Buslinie zwischen Altstätten und Buchs SG verbunden. Auf den Dezember 2013 fand ein Ausbau des öffentlichen Verkehrs im Kanton St. Gallen statt, welcher vor allem eine Ring-S-Bahn um den ganzen Kanton beinhaltete. Der Bahnhof Oberriet wurde im Zuge dieser Angebotsverbesserung wieder reaktiviert, und heute hält pro Stunde ein Zug in jede Richtung im Bahnhof. Die Buslinie über Eichberg wurde eingestellt, dafür jene über Montlingen/Kriessern nach Kobelwald verlängert. Im Bereich des Bahnhofs Oberriet entstand ein Bushof für vier Busse, Oberriet wurde ein Umsteigepunkt Bahn/Bus. Ausserdem besteht seit Dezember 2014 eine Busverbindung nach Rankweil. Einige Eckpunkte des Bahnhofausbaus: Es wurde eine Unterführung auf die andere Seite der Geleise gebaut, dadurch sind auch die Sportanlagen im Bildstöckli schneller erreichbar. Zudem fand eine Überdachung der beiden Perrons und der Bushaltekanten statt. Der Güterschuppen wurde abgebrochen, und es entstanden zahlreiche Velo- und Autoparkgelegenheiten (Ein Plan der damals geplanten Ausbauten ist im folgenden Link vorhanden).

## Geschichte
Erste Spuren menschlichen Einflusses finden sich im Abri Unterkobel, der vor ca. 10'000 Jahren bis in die Römerzeit genutzt wurde. Als einer von wenigen bekannten Fundstellen mit Material aus dem Mesolithikum in der Schweiz liefert er wichtige Erkenntnisse zur damaligen Lebensweise.
Auf dem Montlingerbergli (Monticulus) befand sich vor über 3000 Jahren eine Höhensiedlung. Ihre topographische Lage bot Schutz vor periodischen Rheinüberflutungen und bot die Möglichkeit, die wichtige Verkehrsroute durchs Rheintal zu kontrollieren. Während der Grabung war ein 2,6 Meter hoher, spätbronzezeitlicher Wall erhalten, der auch heute im Gelände erkannt werden kann. Während der Eisenzeit lebten ebenfalls Menschen auf dem Montlingerbergli, die sich im 1. Jahrhundert n. Chr. ins Tal verlagerte. Diese prähistorische Siedlung gehört zur Liste der Kulturgüter von nationaler Bedeutung.
Später geht man davon aus, dass Alemannen in der Region siedelten, und auch das Alemannische in die Region brachten.

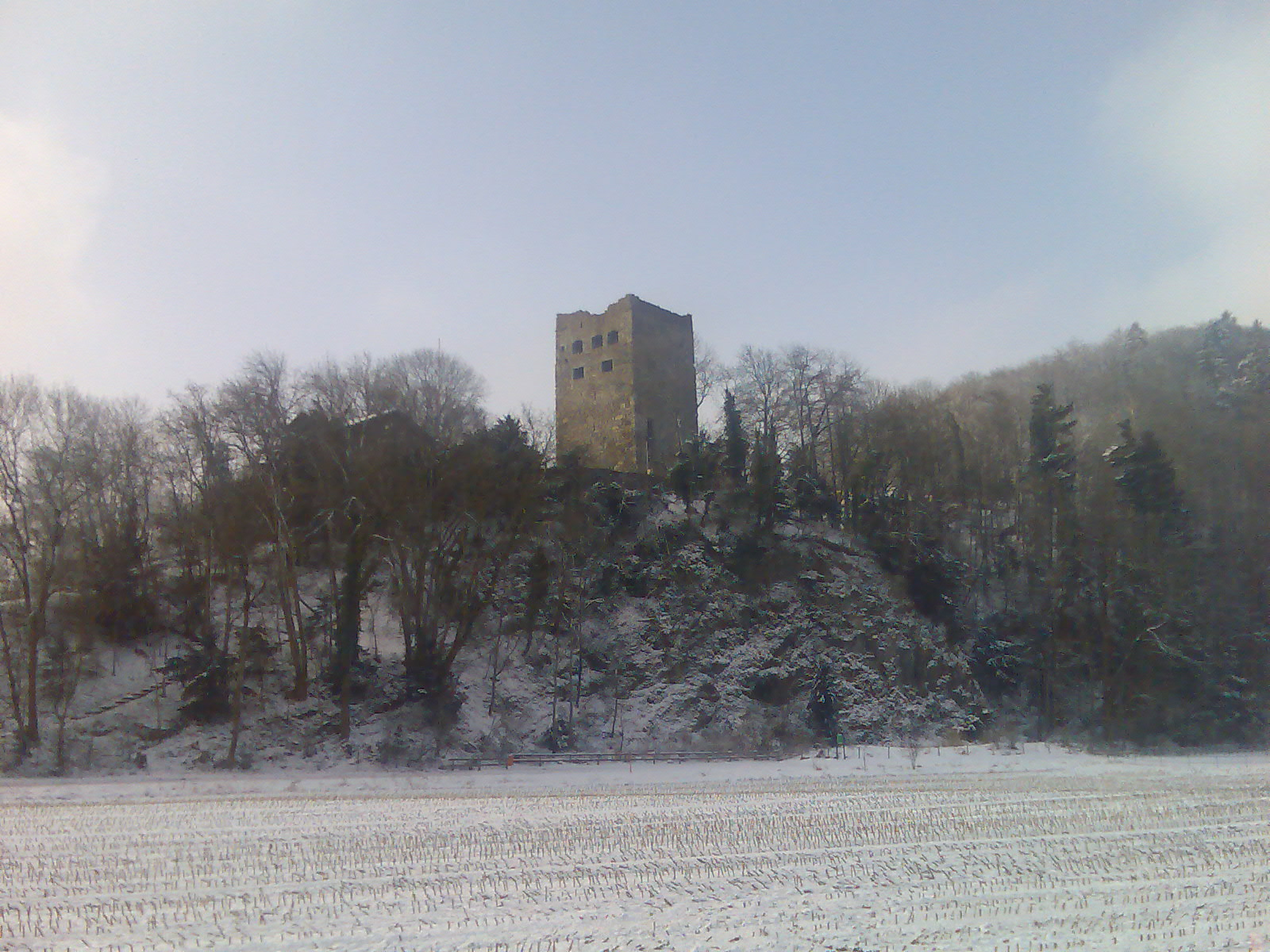
Burgruine Schloss Blatten

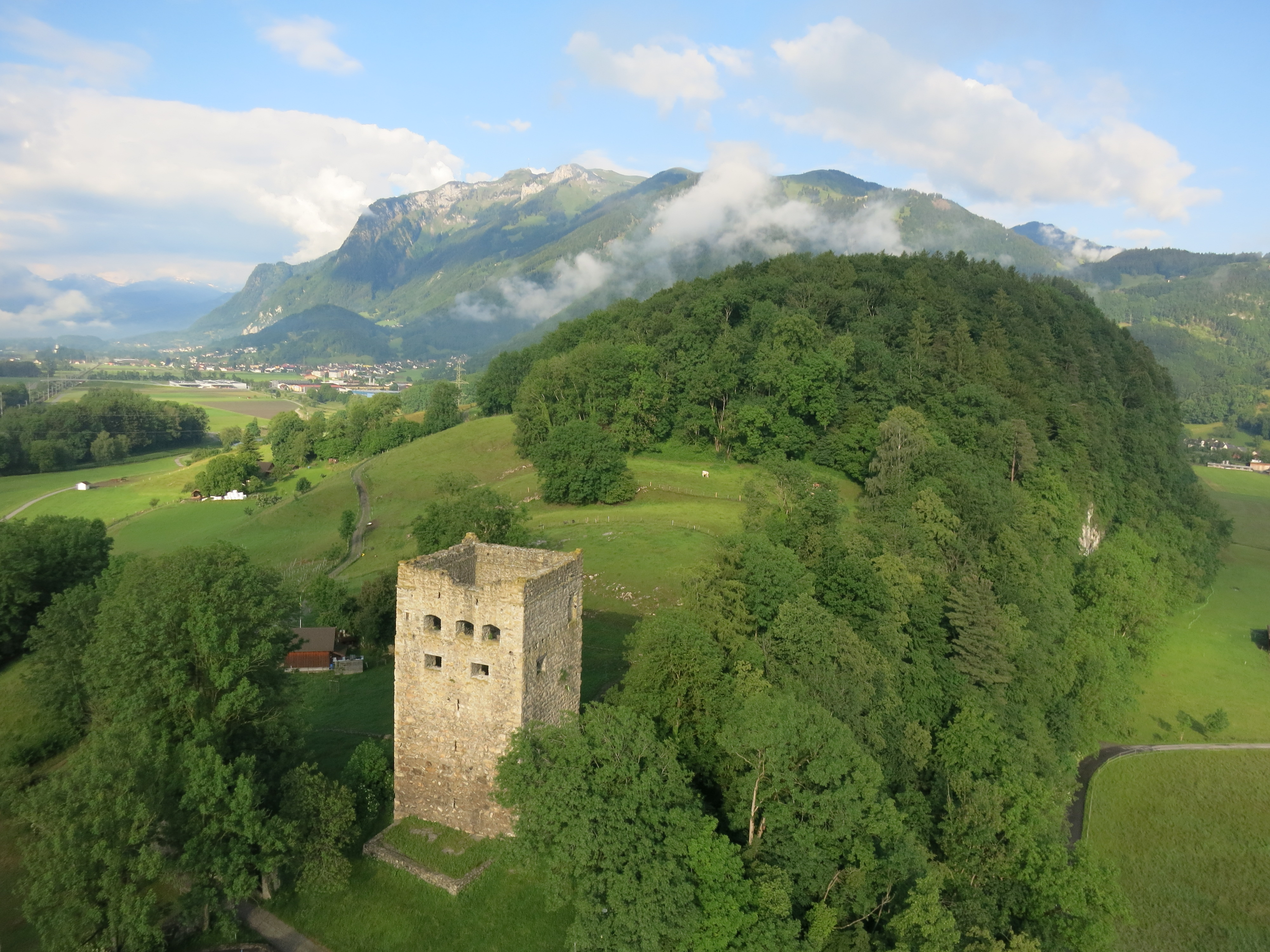
Luftaufnahme Burgruine Blatten

Im 8. Jahrhundert entstand der königliche Reichshof Criesserrun. Durch den Bau der St.-Johann-Baptist-Kirche in Montlingen im 9. Jahrhundert bildeten sich zwei Zentren im Hof: Die weltliche Verwaltung in Kriessern und der kirchliche Mittelpunkt in Montlingen.
Der deutsche König schenkte 1229 den Hof dem Kloster St. Gallen, und Abt Berchthold von Falkenstein liess zur Verteidigung des Besitzes die Burg Blatten erbauen. Der Wehrturm, die einzigen Überreste dieser Burg, ist heute das Wahrzeichen von Oberriet und grüsst von der vordersten Kuppe des Blattenberges alle Reisenden, die von der Autobahnausfahrt Oberriet oder vom Zoll her auf das Dorf zufahren. Bei der Bevölkerung ist die Burgruine als Schloss Blatten bekannt.

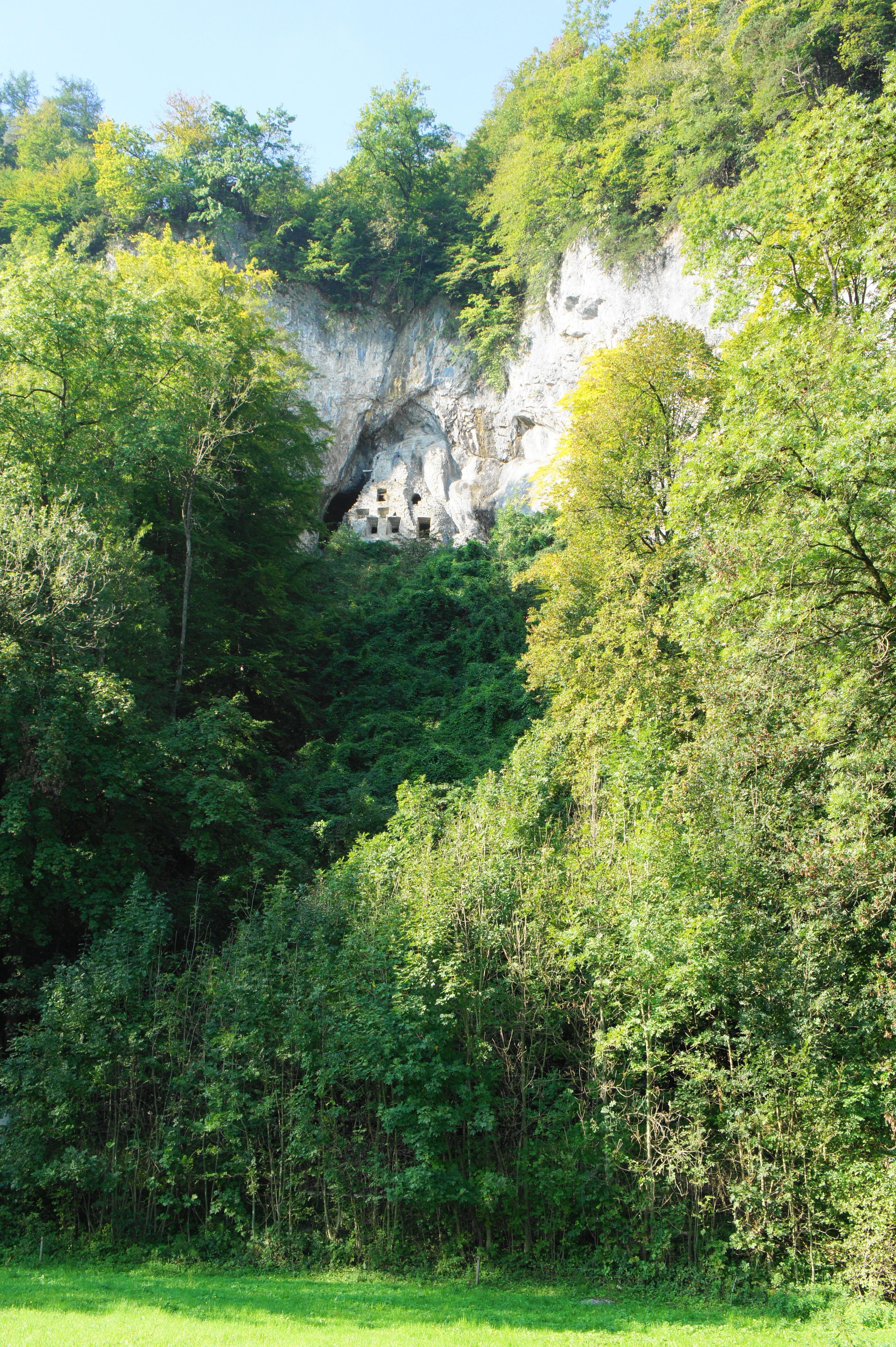
Ruine der Höhlenburg Wichenstein

Eine weitere Burgruine, die Höhlenburg Wichenstein, ebenfalls ein Objekt auf der Liste der Kulturgüter von nationaler Bedeutung, befindet sich in einer Felswand am Semelenberg, unterhalb von Kobelwald.
Von 1490 bis 1798 war das ganze linksrheinische Gebiet zwischen Ragaz und Rheineck ein Untertanenland der Eidgenossen.
Mit der französischen Revolution im Jahre 1798 erhielten die schweizerischen Rheintaler von der eidgenössischen Tagsatzung die volle Unabhängigkeit. Doch nur für kurze Zeit gehörte der Hof zur Republik Rheintal. Für fünf Jahre zwängten ihn die französischen Besetzer zum Kanton Säntis, dessen Grenze gegen den Kanton Linth über den Blattenberg verlief. Aus dem freien Reichshof Kriessern entstand 1803 die politische Gemeinde Oberriet.
Innerhalb der Gemeindegrenzen entwickelten sich die fünf Dörfer, und schliesslich erhielt auch jedes seine eigene Kirche. Wie überall im Rheintal war hier der Haupterwerbszweig die Landwirtschaft. Später gewannen die Stickereien immer grössere Wichtigkeit. Zum Industriestandort entwickelte sich die Gemeinde erst langsam nach dem Zweiten Weltkrieg.
In den Anfängen der modernen Gemeinde Oberriet (Anfangs 19. Jahrhundert) teilte sich die Kirche in verschiedene Ortskirchen und die Schule in verschiedene Ortsschulen. In den Jahren 2008 und 2009 wurden aber einige Schulen aus finanziellen Gründen wieder zusammengelegt, und die katholischen Pfarreien schlossen sich im März 2009 aus personellen Gründen mit der Pfarrei Rüthi-Lienz zur Seelsorgeeinheit Blattenberg zusammen.

### Archäologische Fundstellen
Auf dem Gemeindegebiet von Oberriet gibt es zwei bedeutende archäologische Fundstellen:
- Die prähistorische Höhensiedlung auf dem Montlingerberg kann zwar besucht werden, aber es ist nicht sehr viel zu erkennen, da die Ausgrabungsstellen unter landwirtschaftlich genutztem Land liegen. Einzig ein Blick von der Zuschauerplattform beim einstigen Erdwall lässt das Ausmass der Anlage erahnen.
- Die Fundstelle des 2011 entdeckten Abri Unterkobel befindet sich auf dem Gelände einer privaten Deponie und kann nicht besichtigt werden. Der nicht geborgene Teil der Ausgrabungsstätte wurde inzwischen wieder zugedeckt.

## Kunst, Kultur, Kirchen

### Sehenswürdigkeiten
- Ruine der Burg Blatten
- Ruine der Höhlenburg Wichenstein
- Kristallhöhle Kobelwald
- Gemeindemuseum Rothus

### Kapelle im Riet
Nicht im Ortskern, sondern nördlich davon im kultivierten Moorgebiet, dem Riet, zwischen Oberriet und Altstätten gelegen, steht an einem ruhigen Ort, umgeben von Äckern und Wiesen, die schlichte katholische Kapelle im Riet. Diese Kapelle konnte aufgrund grosser und kleiner, überwiegend lokaler Spenden ab 1996 errichtet werden, wobei für Gotteslohn der Architekt Emanuel Stoffel die Bauleitung übernahm und der Künstler Josef Ebnöther die Gestaltung der Glasfenster sowie die zehn abstrakten Votivbilder in der Kapelle beisteuerte. Im Chor der Kapelle hängt eine kleine Kopie des Bildes aus der Augsburger Wallfahrtskirche St. Peter am Perlach, das die Gottesmutter Maria als Knotenlöserin zeigt. 1999 wurde die Kapelle geweiht und hat sich zum Wallfahrtsort Rietkapelle entwickelt. Sie wird vom Kapellverein betreut.
Nach einem Brand in der Kapelle im November 2011 konnte das Bild der Maria als Knotenlöserin vor dem Untergang gerettet werden. Die kleine Kapelle wurde renoviert und ist seit August 2012 neu eröffnet.

## Sonstiges
In den Jahren 2005 und 2006 wurde die Hauptstrasse von Oberriet, welche mitten durchs Dorf führt, komplett renoviert. Verschiedenste Arbeiten zum Auffrischen des Ortsbildes wurden im Zuge dieser Massnahme miterledigt. So wurden alle grossen Vorplätze mit Setzsteinen ausgelegt, moderne Buswartehäuschen sowie neue Strassenlampen wurden aufgestellt.
In älteren Ausgaben des Schulatlas der Schweiz wurde Oberriet als Beispiel eines typischen Strassendorfes gezeigt. Die Bauernhöfe und Gaststätten lagen an der Hauptstrasse mit den dazugehörigen Ländereien auf der Rückseite. Bis 1975 hatte Oberriet aber auch einen umschlossenen und repräsentativen Platz, den sogenannten Postplatz mit seinen klassizistischen Gebäuden wie das Gasthaus «Rössli», die Konkordia, die Post und einige weitere Wohnhäuser. Dieser Platz spielte bei den Strassenlinien von früher (u. a. Arlberg-Schweiz) eine wichtige Rolle beim Verlad von Gütern, bei Übernachtungen und bei Anlässen der Bevölkerung. Direkt hinter dem Postplatz befand sich die alte Gemeindekanzlei im heutigen Rothus. Die Bedeutung des ehemaligen Postplatzes kommt darin zum Ausdruck, dass im 19. Jahrhundert der neue Bahnhof nicht in der Nähe der Kirche, sondern in der Nähe des Postplatzes angelegt wurde.
In der Gemeinde Oberriet befinden sich sehr viele Vereine mit aktiven Vereinsmitgliedern. So hat es in der Gemeinde z. B. zwei NLA-Ringerclubs, einen Fussballverein, einen Pontonierfahrverein oder auch Jugendvereine (z. B. Jungwacht und Blauring). Eine Besonderheit ist, dass es in der Gemeinde auch fünf Turnvereine gibt. Einen davon in Montlingen und je zwei in Oberriet und Kriessern. In den Letzteren hat es je einen KTV und einen STV. Diese gehen aus den Parteiungen vor der Bundesgründung zurück, zum einen die Konservativen, zum anderen die Liberalen. Der KTV war der Turnverein der Katholisch-Konservativen und der STV (bzw. früher ETV) der Verein der Liberalen. Heute sind die Vereine aber für Alle offen.
Oberriet geriet medial in die Kritik, da Einbürgerungen in der Gemeinde als schweizweit restriktiv gelten. So kam es zu einem Fall, in dem das Verwaltungsgericht die Gemeinde zwang, Einbürgerungen vorzunehmen, da – entgegen der Einschätzung der Gemeinde – die Voraussetzungen vorlagen.

## Persönlichkeiten
- Gallus Alt (1610–1687) war als Gallus II. von 1654 bis 1687 Fürstabt von St. Gallen
- Dionys Mattlin (1640–1700) war von 1679 bis 1680 Bibliothekar des Klosters St. Gallen
- Anna Sartory (1882–1976), Schriftstellerin und Redaktorin
- Josef Jansen (* 27. Januar 1894; † 2. Mai 1984), Unternehmer
- Guido Kolb (1928–2007), katholischer Seelsorger und Autor
- Josef Ebnöther (* 1937), heimatberechtigter Maler
- Martin Steger (* 1948), Radrennfahrer
- René Savary (* 1949), Radrennfahrer